# Nanorana blanfordii
Espèce
Synonymes
- Rana blanfordii Boulenger, 1882
- Paa blanfordii (Boulenger, 1882)
- Rana yadongensis Wu, 1977
- Paa yadongensis (Wu, 1977)

Statut de conservation UICN

 LC  : Préoccupation mineure
Nanorana blanfordii est une espèce d'amphibiens de la famille des Dicroglossidae.

## Répartition
Cette espèce se rencontre entre 2 530 et 2 930 m d'altitude :
- en Chine au Tibet dans le Xian de Yadong ;
- en Inde en Uttar Pradesh et dans le district de Darjeeling au Bengale-Occidental ;
- dans l'est du Népal.

Sa présence est incertaine au Bhoutan.

## Étymologie
Cette espèce est nommée en l'honneur de William Thomas Blanford, géologue et naturaliste britannique.

## Publication originale
- Boulenger, 1882 : Catalogue of the Batrachia Salientia s. Ecaudata in the collection of the British Museum, ed. 2, p. 1-503 (texte intégral).